# Tour Down Under 2015
17. edycja wyścigu Santos Tour Down Under odbyła się w dniach 20-25 stycznia 2015 roku. Trasa tego australijskiego, sześcioetapowego wyścigu liczyła 812,3 km. Był to pierwszy wyścig należący do cyklu UCI World Tour 2015, najwyższej kategorii szosowych wyścigów kolarskich.

## Lista startowa
Na starcie tego wyścigu stanęło 19 ekip, siedemnaście drużyn jeżdżących w UCI World Tour 2015 i dwa zespoły zaproszone przez organizatorów z tzw. "dziką kartą".
| Numery | Kod | Drużyna                  |
| ------ | --- | ------------------------ |
| 1-7    | BMC | BMC Racing Team          |
| 11-17  | OGE | Orica-GreenEDGE          |
| 21-27  | GIA | Team Giant-Alpecin       |
| 31-37  | SKY | Team Sky                 |
| 41-47  | LTS | Lotto Soudal             |
| 51-57  | TCG | Team Cannondale – Garmin |
| 61-67  | TRE | Trek Factory Racing      |
| 71-77  | TTS | Team Tinkoff-Saxo        |
| 81-87  | ALM | Ag2r-La Mondiale         |
| 91-97  | AST | Pro Team Astana          |

| Numery  | Kod | Drużyna                     |
| ------- | --- | --------------------------- |
| 101-107 | KAT | Team Katusha                |
| 111-117 | FDJ | FDJ.fr                      |
| 121-127 | MOV | Movistar Team               |
| 131-137 | IAM | IAM Cycling                 |
| 141-147 | EQS | Etixx-Quick Step            |
| 151-157 | LTJ | Team LottoNL-Jumbo          |
| 161-167 | LAM | Lampre-Merida               |
| 171-177 | DPC | Drapac Professional Cycling |
| 181-187 | UNI | UniSA-Australia             |

## Etapy
| Etap | Data        | Start – meta            | Typ         | Dystans (km) | Zwycięzca etapu  | Lider         |
| ---- | ----------- | ----------------------- | ----------- | ------------ | ---------------- | ------------- |
| 1.   | 20 stycznia | Tanunda – Campbelltown  | Płaski      | 132,6        | Jack Bobridge    | Jack Bobridge |
| 2.   | 21 stycznia | Unley – Stirling        | Pagórkowaty | 150,5        | Juan José Lobato | Jack Bobridge |
| 3.   | 22 stycznia | Norwood – Paracombe     | Pagórkowaty | 143,2        | Rohan Dennis     | Rohan Dennis  |
| 4.   | 23 stycznia | Glenelg – Monte Barker  | Pagórkowaty | 144,5        | Steele Von Hoff  | Rohan Dennis  |
| 5.   | 24 stycznia | McLaren Vale – Willunga | Pagórkowaty | 151,5        | Richie Porte     | Rohan Dennis  |
| 6.   | 25 stycznia | Adelaide                | Płaski      | 90           | Wouter Wippert   | Rohan Dennis  |

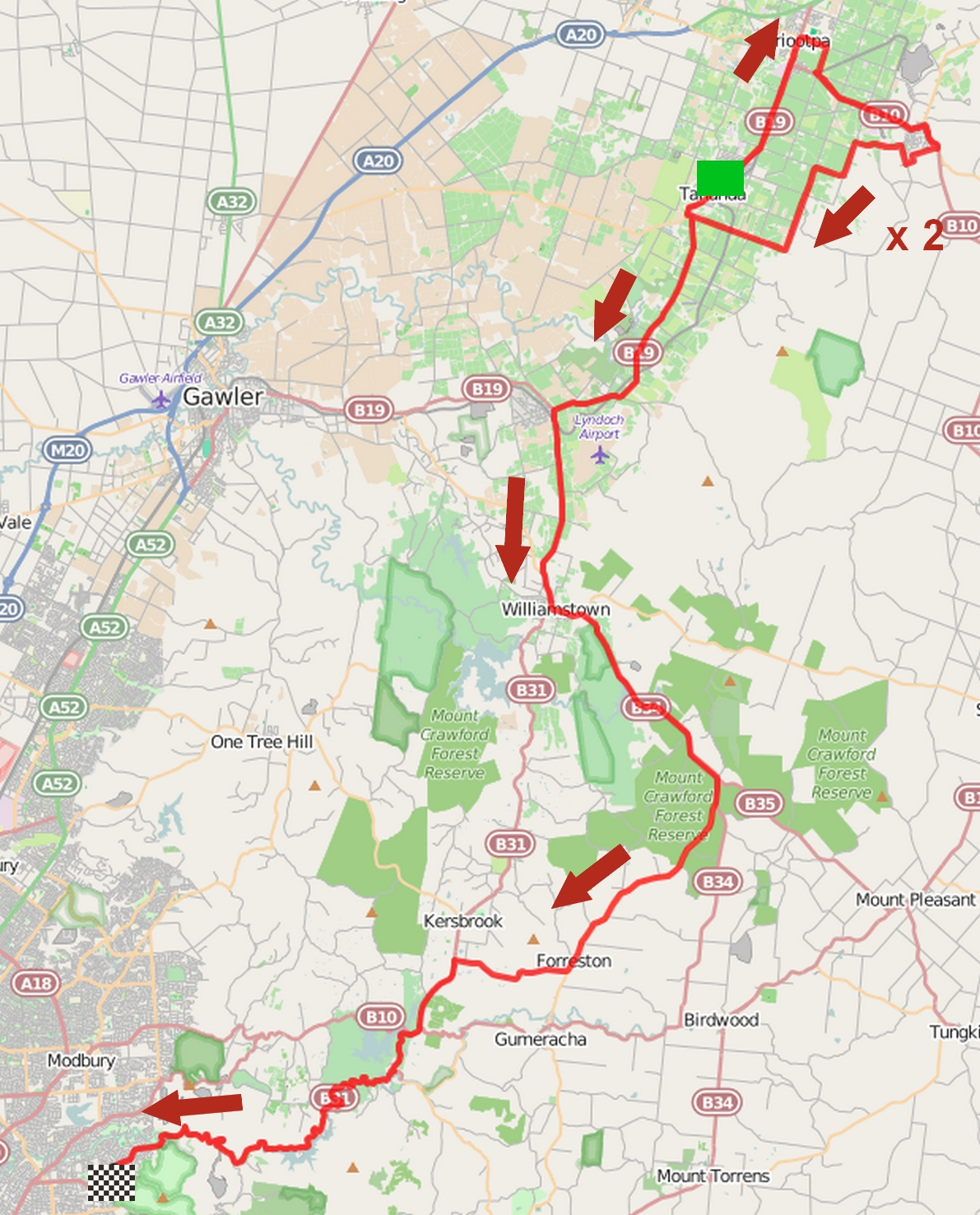
1.
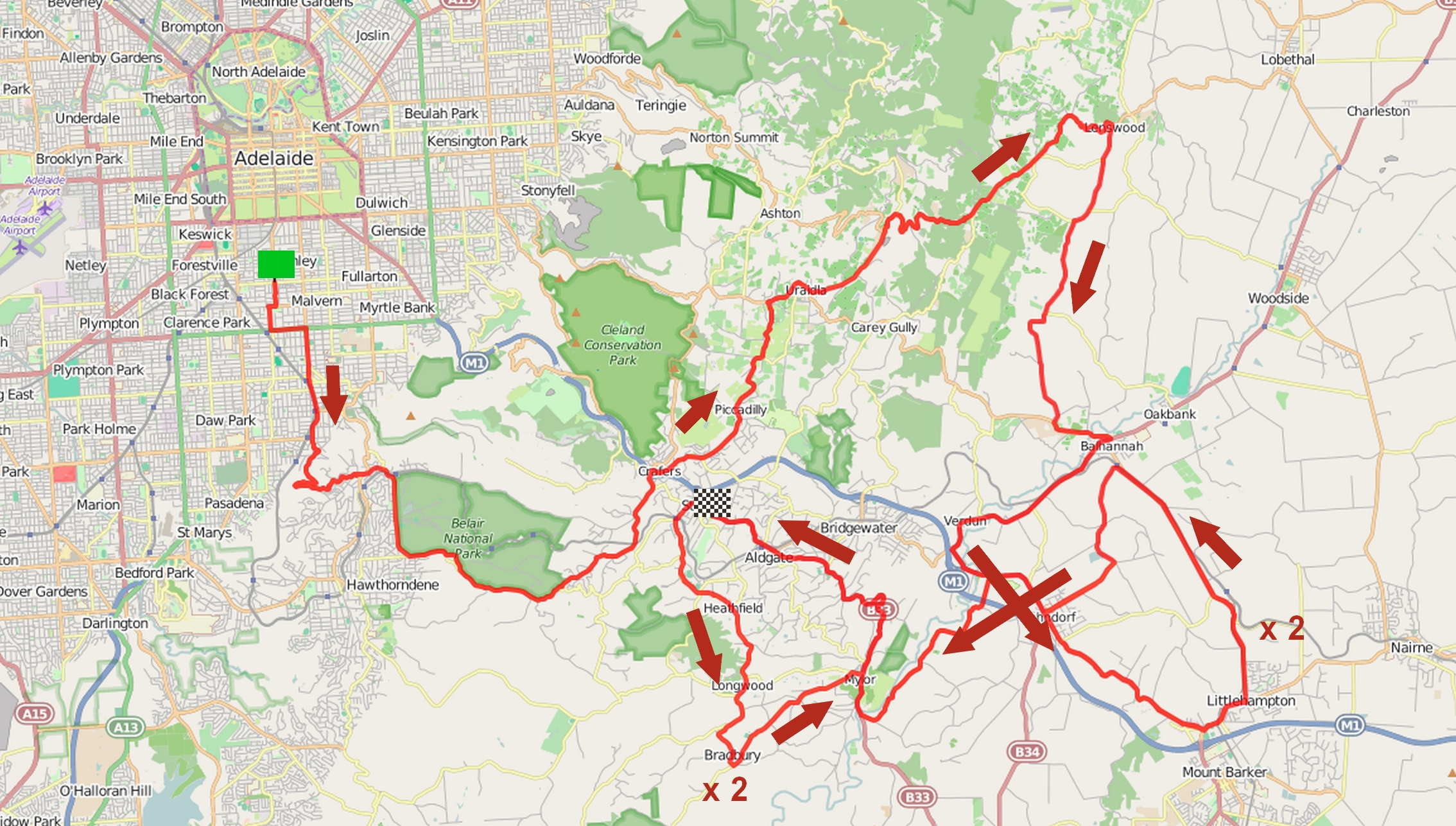
2.
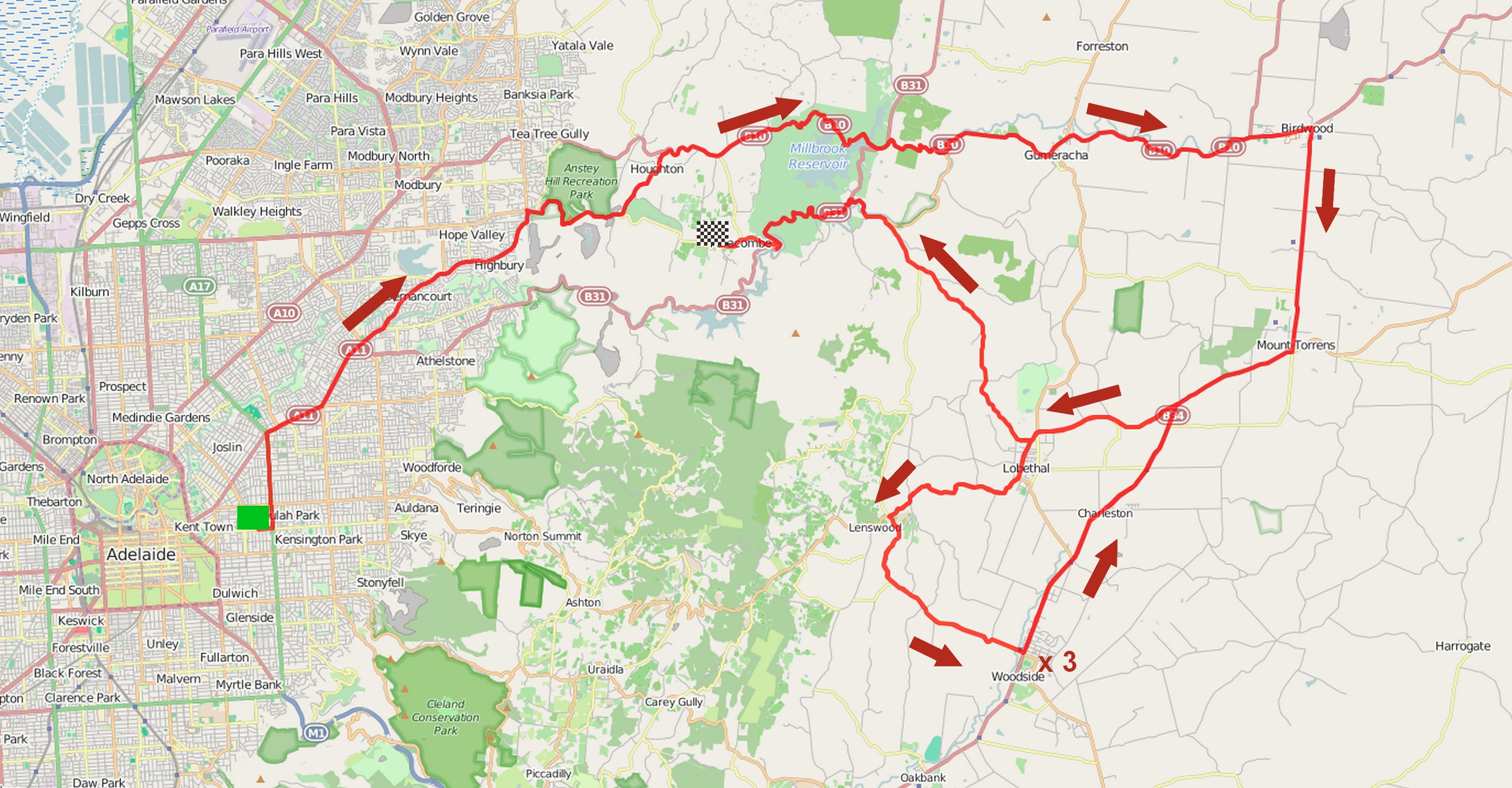
3.
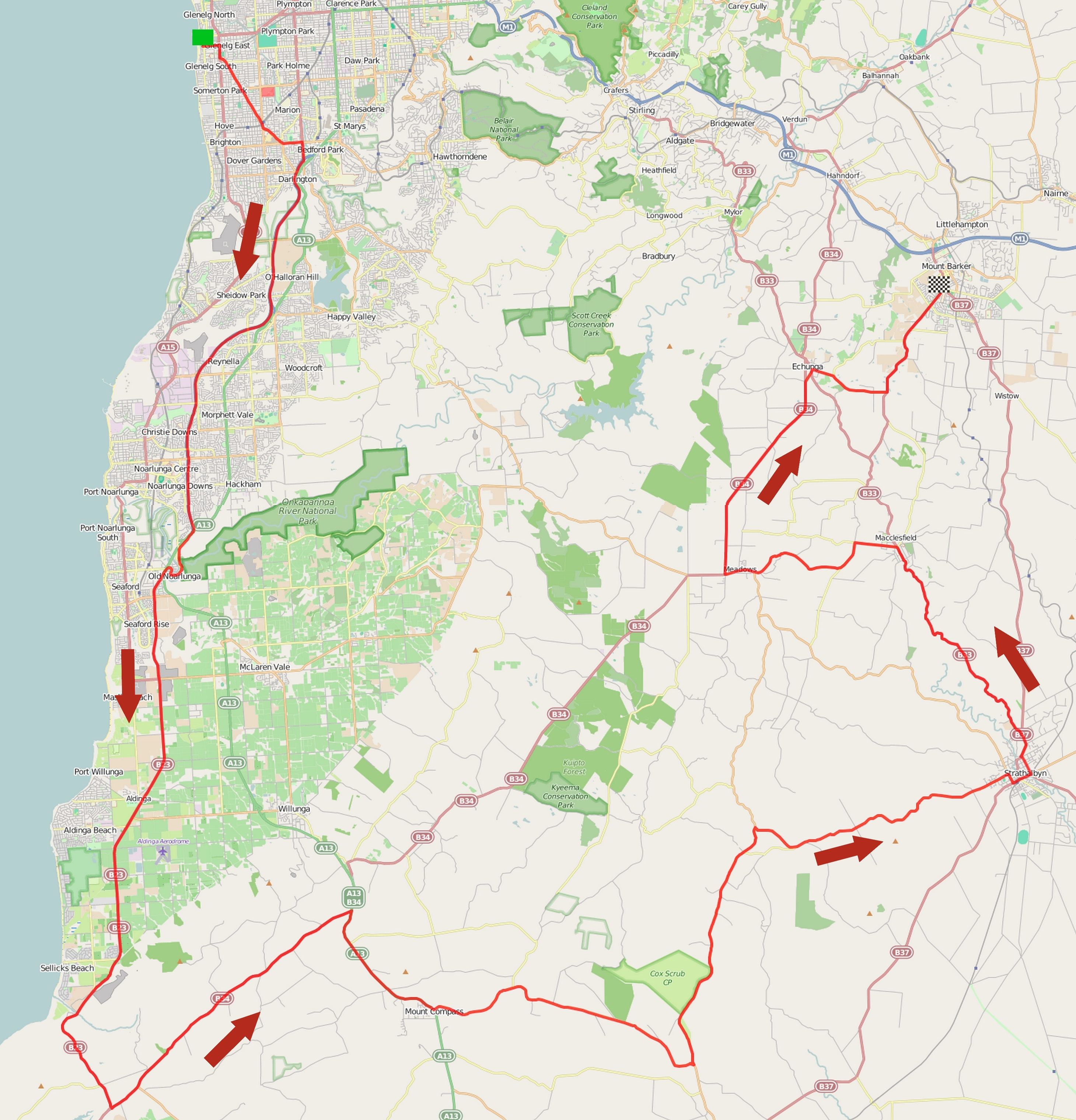
4.
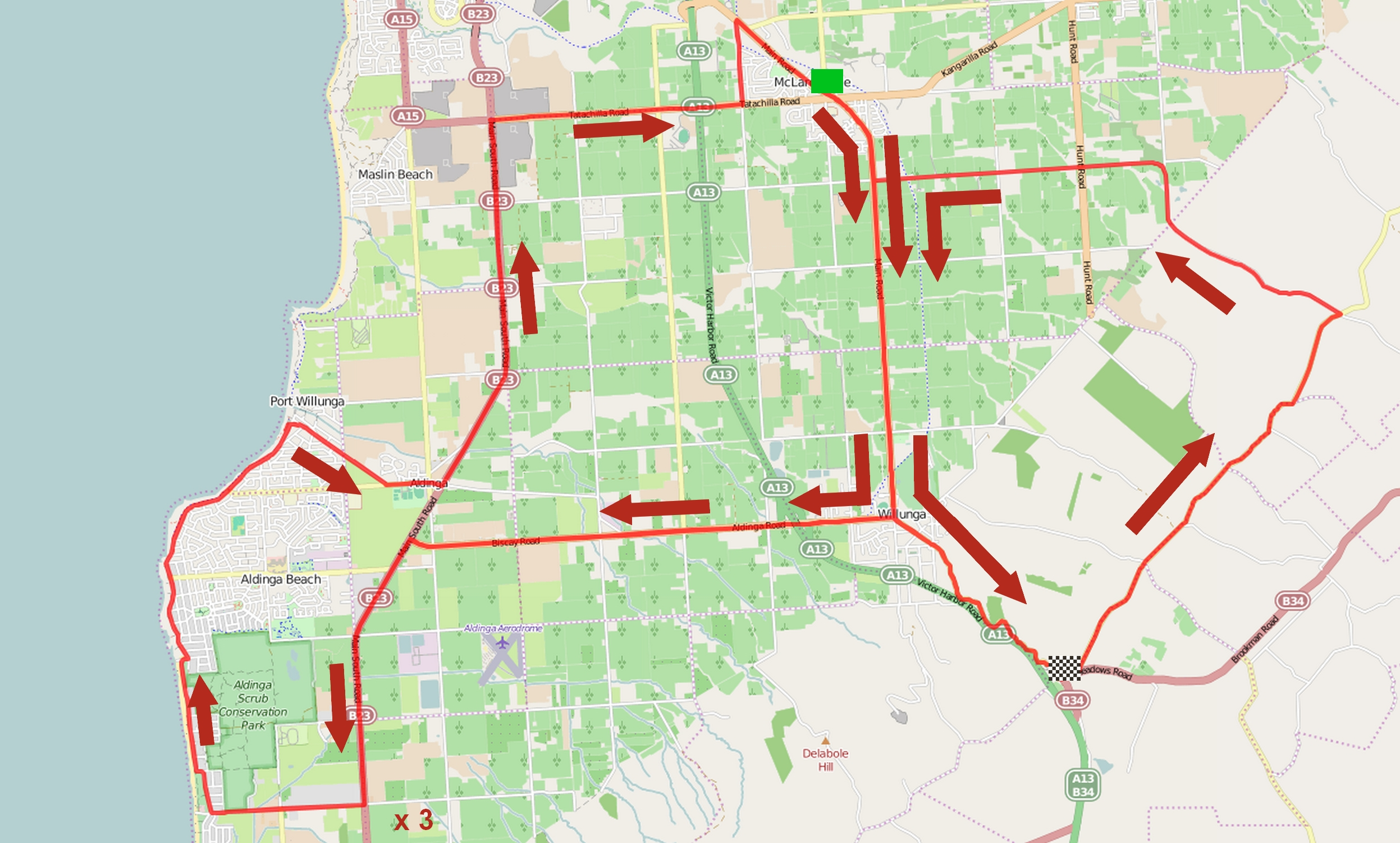
5.
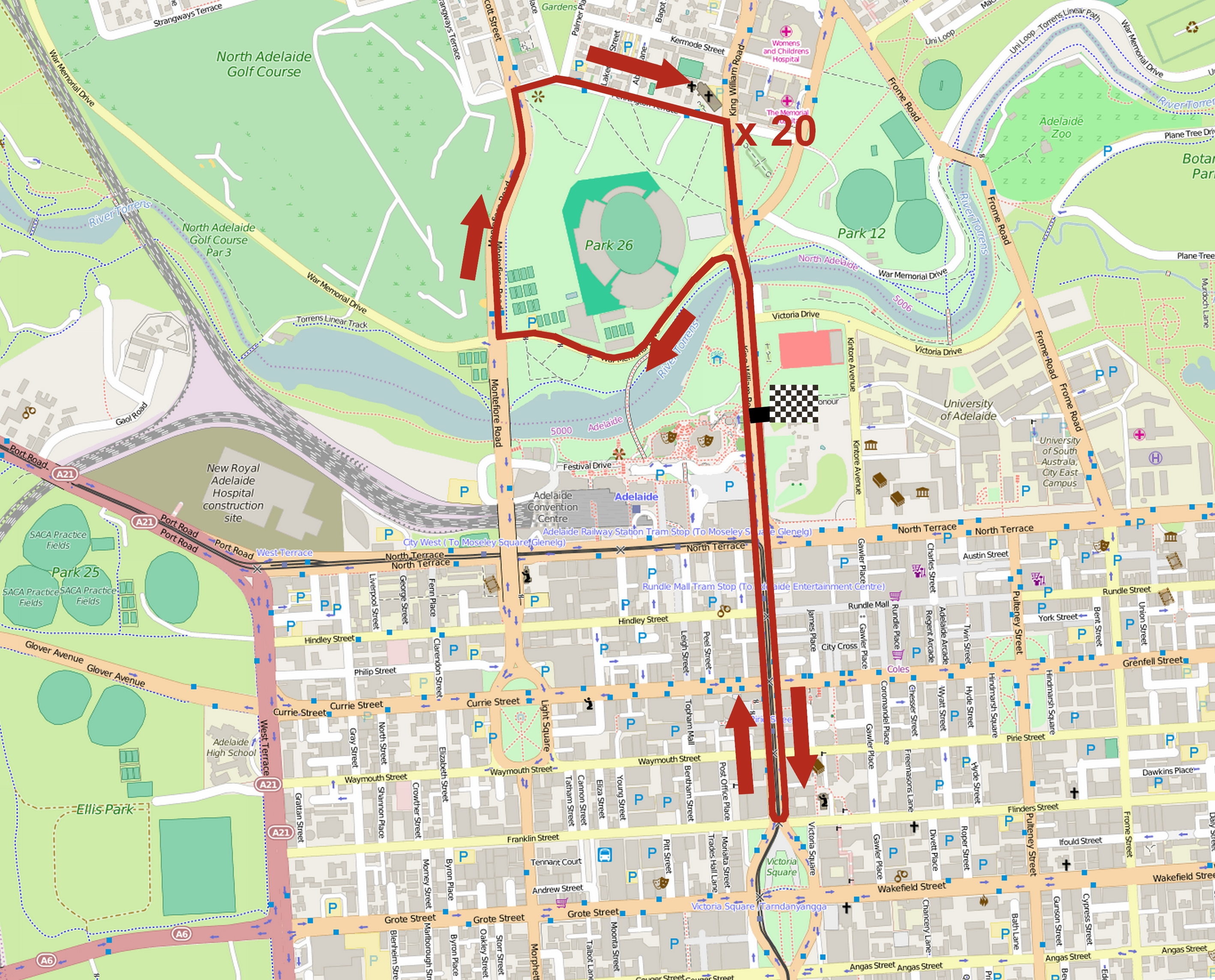
6.

### Etap 1 – 20.01: Tanunda – Campbelltown – 132,6 km
| #  | Zawodnik       | Zespół | Czas       |
| -- | -------------- | ------ | ---------- |
| 1. | Jack Bobridge  | UNI    | 2h 59' 44" |
| 2. | Lieuwe Westra  | AST    | + 0"       |
| 3. | Luke Durbridge | OGE    | + 0"       |

| #  | Zawodnik       | Zespół | Czas       |
| -- | -------------- | ------ | ---------- |
| 1. | Jack Bobridge  | UNI    | 2h 59' 31" |
| 2. | Lieuwe Westra  | AST    | + 4"       |
| 3. | Luke Durbridge | OGE    | + 6"       |

### Etap 2 – 21.01: Unley – Stirling – 150,5 km
| #  | Zawodnik         | Zespół | Czas       |
| -- | ---------------- | ------ | ---------- |
| 1. | Juan José Lobato | MOV    | 3h 42' 24" |
| 2. | Daryl Impey      | OGE    | + 0"       |
| 3. | Gorka Izagirre   | MOV    | + 0"       |

| #  | Zawodnik         | Zespół | Czas       |
| -- | ---------------- | ------ | ---------- |
| 1. | Jack Bobridge    | UNI    | 6h 41' 55" |
| 2. | Juan José Lobato | MOV    | + 3"       |
| 3. | Lieuwe Westra    | AST    | + 4"       |

### Etap 3 – 22.01: Norwood – Paracombe – 143,2 km
| #  | Zawodnik     | Zespół | Czas       |
| -- | ------------ | ------ | ---------- |
| 1. | Rohan Dennis | BMC    | 3h 35' 08" |
| 2. | Cadel Evans  | BMC    | + 3"       |
| 3. | Tom Dumoulin | GIA    | + 3"       |

| #  | Zawodnik     | Zespół | Czas        |
| -- | ------------ | ------ | ----------- |
| 1. | Rohan Dennis | BMC    | 10h 17' 06" |
| 2. | Cadel Evans  | BMC    | + 7"        |
| 3. | Tom Dumoulin | GIA    | + 9"        |

### Etap 4 – 23.01: Glenelg – Monte Barker – 144,5 km
| #  | Zawodnik        | Zespół | Czas       |
| -- | --------------- | ------ | ---------- |
| 1. | Steele Von Hoff | UNI    | 3h 24' 28" |
| 2. | Daryl Impey     | OGE    | + 0"       |
| 3. | Wouter Wippert  | DPC    | + 0"       |

| #  | Zawodnik     | Zespół | Czas        |
| -- | ------------ | ------ | ----------- |
| 1. | Rohan Dennis | BMC    | 13h 41' 34" |
| 2. | Cadel Evans  | BMC    | + 7"        |
| 3. | Tom Dumoulin | GIA    | + 9"        |

### Etap 5 – 24.01: McLaren Vale – Willunga – 151,5 km
| #  | Zawodnik        | Zespół | Czas       |
| -- | --------------- | ------ | ---------- |
| 1. | Richie Porte    | SKY    | 3h 37' 32" |
| 2. | Rohan Dennis    | BMC    | + 9"       |
| 3. | Rubén Fernández | MOV    | + 16"      |

| #  | Zawodnik     | Zespół | Czas        |
| -- | ------------ | ------ | ----------- |
| 1. | Rohan Dennis | BMC    | 17h 19' 09" |
| 2. | Richie Porte | SKY    | + 2"        |
| 3. | Cadel Evans  | BMC    | + 20"       |

### Etap 6 – 25.01: Adelaide – 90 km
| #  | Zawodnik          | Zespół | Czas       |
| -- | ----------------- | ------ | ---------- |
| 1. | Wouter Wippert    | DPC    | 1h 56' 09" |
| 2. | Heinrich Haussler | IAM    | + 0"       |
| 3. | Boris Vallée      | LTS    | + 0"       |

| #  | Zawodnik     | Zespół | Czas        |
| -- | ------------ | ------ | ----------- |
| 1. | Rohan Dennis | BMC    | 19h 15' 18" |
| 2. | Richie Porte | SKY    | + 2"        |
| 3. | Cadel Evans  | BMC    | + 20"       |

## Liderzy klasyfikacji po etapach
| Etap                 | Zwycięzca            | Klasyfikacja generalna | Klasyfikacja górska | Klasyfikacja punktowa | Klasyfikacja młodzieżowa | Klasyfikacja drużynowa |
| -------------------- | -------------------- | ---------------------- | ------------------- | --------------------- | ------------------------ | ---------------------- |
| 1                    | Jack Bobridge        | Jack Bobridge          | Jack Bobridge       | Jack Bobridge         | Luke Durbridge           | UniSA-Australia        |
| 2                    | Juan José Lobato     | Jack Bobridge          | Jack Bobridge       | Juan José Lobato      | Niccolò Bonifazio        | Movistar Team          |
| 3                    | Rohan Dennis         | Rohan Dennis           | Rohan Dennis        | Cadel Evans           | Rohan Dennis             | BMC Racing Team        |
| 4                    | Steele Von Hoff      | Rohan Dennis           | Jack Bobridge       | Daryl Impey           | Rohan Dennis             | BMC Racing Team        |
| 5                    | Richie Porte         | Rohan Dennis           | Jack Bobridge       | Daryl Impey           | Rohan Dennis             | Movistar Team          |
| 6                    | Wouter Wippert       | Rohan Dennis           | Jack Bobridge       | Daryl Impey           | Rohan Dennis             | Movistar Team          |
| Klasyfikacja końcowa | Klasyfikacja końcowa | Rohan Dennis           | Jack Bobridge       | Daryl Impey           | Rohan Dennis             | Movistar Team          |

## Klasyfikacje końcowe

### Klasyfikacja generalna
|    | Zawodnik           | Zespół             | Czas        |
| -- | ------------------ | ------------------ | ----------- |
| 1  | Rohan Dennis       | BMC Racing Team    | 19h 15' 18" |
| 2  | Richie Porte       | Team Sky           | + 2"        |
| 3  | Cadel Evans        | BMC Racing Team    | + 20"       |
| 4  | Tom Dumoulin       | Team Giant-Alpecin | + 22"       |
| 5  | Rubén Fernández    | Movistar Team      | + 24"       |
| 6  | Domenico Pozzovivo | Ag2r-La Mondiale   | + 31"       |
| 7  | Daryl Impey        | Orica-GreenEDGE    | + 35"       |
| 8  | Gorka Izagirre     | Movistar Team      | + 52"       |
| 9  | Jarlinson Pantano  | IAM Cycling        | + 53"       |
| 10 | George Bennett     | Team LottoNL-Jumbo | + 57"       |

|   | Zawodnik           | Zespół           | Punkty |
| - | ------------------ | ---------------- | ------ |
| 1 | Jack Bobridge      | UniSA-Australia  | 36     |
| 2 | Rohan Dennis       | BMC Racing Team  | 34     |
| 3 | Richie Porte       | Team Sky         | 22     |
| 4 | Cadel Evans        | BMC Racing Team  | 18     |
| 5 | Domenico Pozzovivo | Ag2r-La Mondiale | 14     |

|   | Zawodnik          | Zespół             | Punkty |
| - | ----------------- | ------------------ | ------ |
| 1 | Daryl Impey       | Orica-GreenEDGE    | 55     |
| 2 | Niccolò Bonifazio | Lampre-Merida      | 39     |
| 3 | Cadel Evans       | BMC Racing Team    | 37     |
| 4 | Tom Dumoulin      | Team Giant-Alpecin | 36     |
| 5 | Richie Porte      | Team Sky           | 34     |

|   | Zawodnik        | Zespół             | Czas        |
| - | --------------- | ------------------ | ----------- |
| 1 | Rohan Dennis    | BMC Racing Team    | 19h 15' 18" |
| 2 | Tom Dumoulin    | Team Giant-Alpecin | + 22"       |
| 3 | Rubén Fernández | Movistar Team      | + 24"       |
| 4 | George Bennett  | Team LottoNL-Jumbo | + 57"       |
| 5 | Tsgabu Grmay    | Lampre-Merida      | + 1' 00"    |

|   | Zespół           | Czas        |
| - | ---------------- | ----------- |
| 1 | Movistar Team    | 57h 48′ 48″ |
| 2 | BMC Racing Team  | + 1' 21"    |
| 3 | Lotto Soudal     | + 4' 24"    |
| 4 | Ag2r-La Mondiale | + 5' 46"    |
| 5 | IAM Cycling      | + 5' 57"    |